# Sam Sullivan

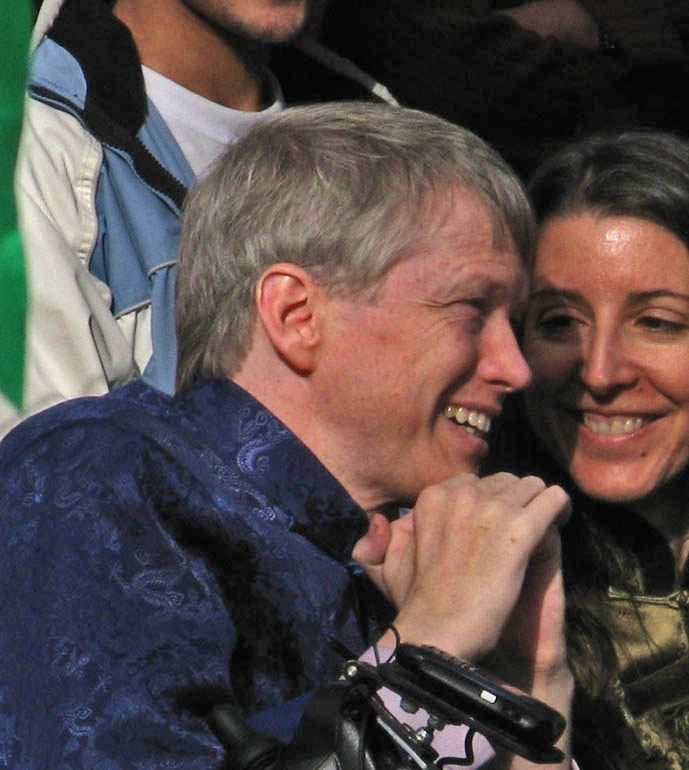
Sam Sullivan

Sam Sullivan CM (* 1960) war von November 2005 bis zum 15. November 2008 Bürgermeister von Vancouver, Kanada. Er gehört der Non-Partisan Association (NPA) an. Seit einem Skiunfall im Jahr 1979 ist er Tetraplegiker und auf einen Rollstuhl angewiesen.
Sullivan studierte Betriebswirtschaftslehre an der Simon Fraser University und gründete sechs wohltätige Organisationen, die sich für körperlich Behinderte einsetzen. 1993 wurde er in den Stadtrat von Vancouver gewählt. In der Vorausscheidung für die Bürgermeisterwahl 2005 setzte sich Sullivan gegen zahlreiche prominente Kandidaten durch, darunter Christy Clark, die ehemalige Vizepremierministerin von British Columbia. Bei den Wahlen am 19. November 2005 gewann er gegen Jim Green, den Kandidaten von Vision Vancouver; bei rund 130.000 abgegebenen Stimmen erzielte Sullivan einen knappen Vorsprung von 3.747 Stimmen.
Internationale Bekanntheit erlangte Sullivan bei der Schlussfeier der Olympischen Winterspiele 2006 in Turin. Die Zeremonie schreibt vor, dass ein Vertreter der nächsten Gastgeberstadt die olympische Flagge in Empfang und diese achtmal hin und her schwenkt. Sullivan ließ die Flagge stattdessen an seinen Rollstuhl befestigen, hielt die Flagge mit einer Hand fest und bewegte den Rollstuhl achtmal vor- und rückwärts. Dasselbe tat er auch während der Schlussfeier der Winter-Paralympics 2006.
Vor den Stadtratswahlen 2008 scheiterte Sullivan in der parteiinternen Ausscheidung und wurde nicht als Bürgermeisterkandidat nominiert.